# کریس ناهون
کریس ناهون (فرانسوی: Chris Nahon‎؛ زادهٔ ۵ دسامبر ۱۹۶۸) کارگردان اهل فرانسه است. وی از سال ۲۰۰۱ میلادی تاکنون مشغول فعالیت بوده‌است. 

## قسمتی از فیلمشناسی
- بوسه اژدها - ۲۰۰۱ (کارگردان)[۱][۲]
- امپراتوری گرگ‌ها - ۲۰۰۵ (نویسنده و کارگردان)[۳]
- اسکیت کن یا بمیر - ۲۰۰۸ (نویسنده)
- خون: آخرین خون‌آشام - ۲۰۰۸ (کارگردان)[۴][۵]
- بانوی مبارز خونین - ۲۰۱۶ (کارگردان)[۶]